# Riina Solman

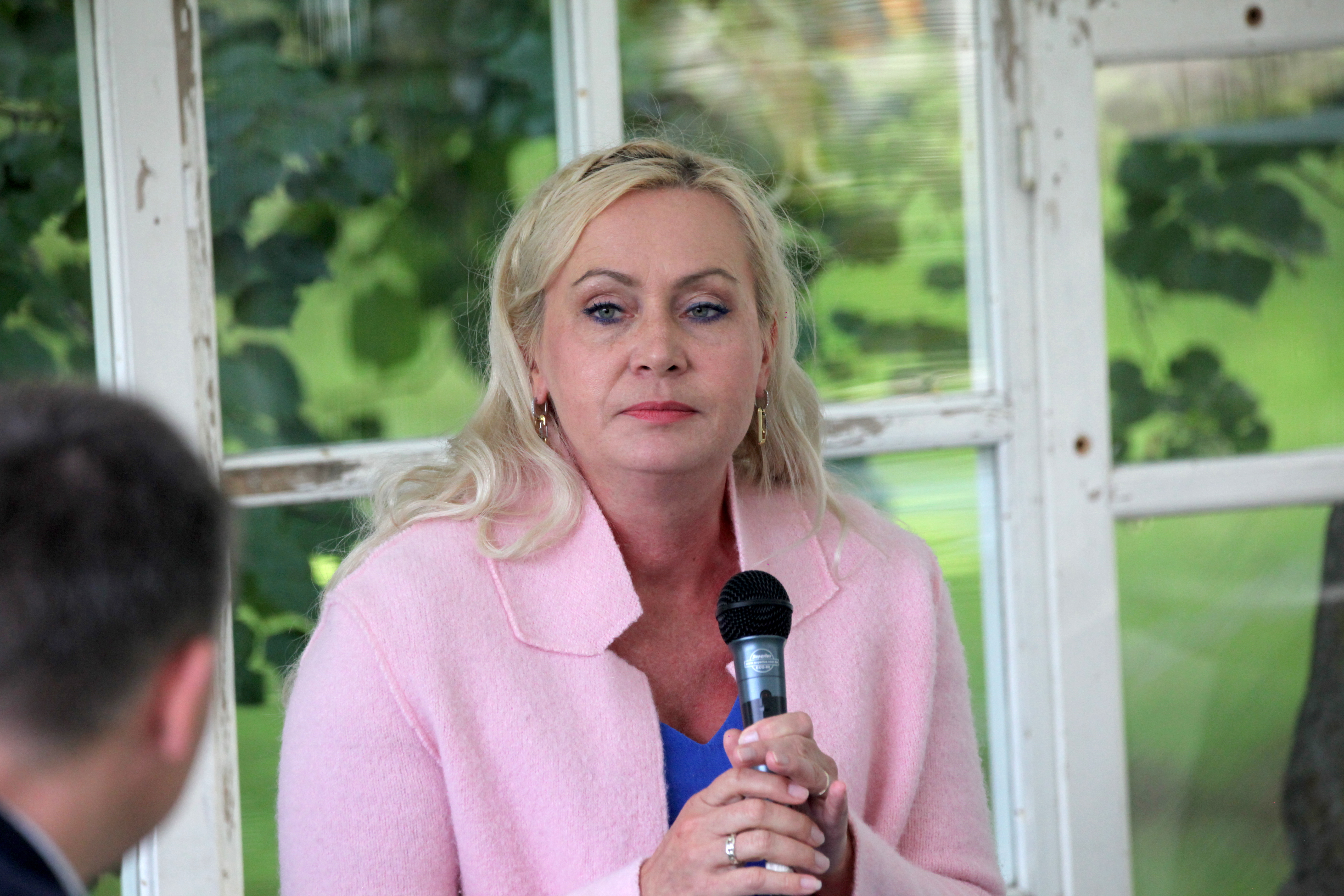
Riina Solman (2021)

Riina Solman, i första äktenskapet Riina Vändre,  född 23 juni 1972 i Viljandi i dåvarande Estniska SSR, är en estnisk marknadskommunikatör, lärare och konservativ politiker, tillhörande partiet Isamaa. Hon var från 29 april 2019 till 26 januari 2021 Estlands minister för befolkningsfrågor i Jüri Ratas andra koalitionsregering.

## Biografi
Solman är uppväxt i Viljandi och avlade 1995 klasslärarexamen vid Tallinns universitet. Solman har arbetat med kommunikation inom dåvarande Förbundet Fäderneslandet och Res Publica (IRL, nuvarande Isamaa), Eesti Energia, finans- och justitieministerierna, samt som rådgivare till försvarsministern. 
Solman är medlem av IRL/Isamaa sedan 2007. Hon valdes in i Tallinns stadsfullmäktige för IRL 2013. Sedan 2015 är hon även medlem av partistyrelsen och var kampanjchef för IRL:s lokalval i Tallinn 2017, där hon blev ordförande för fullmäktigegruppen.

## Familj och privatliv
Vändre blev 2010 änka efter den liberala politikern och ekonomen Rain Vändre, som hon har en son med. Hon gifte 2013 om sig med Peeter Solman.